# 糙毛蓼
糙毛蓼（学名：Polygonum strigosum）为蓼科蓼属下的一个种。

## 扩展阅读
- 維基物種上的相關：糙毛蓼